# Johannes Weinrich (Terrorist)
Johannes Weinrich (* 21. Juli 1947 in Brakel) ist ein deutscher Terrorist. Er ist ehemaliges Mitglied der Revolutionären Zellen sowie der Organisation Internationalistischer Revolutionäre („Carlos-Gruppe“). Er gilt als die ehemalige rechte Hand des Terroristen Ilich Ramírez Sánchez, genannt Carlos, der Schakal. Seine Anschläge forderten bis zu 20 Todesopfer und es wurden etwa 100 Menschen verletzt. Im Jahre 2000 wurde er wegen eines 1983 in Berlin verübten Mordes zu einer lebenslangen Freiheitsstrafe verurteilt.

## Leben
Weinrich wuchs in der Kleinstadt Schwerte bei Dortmund als Sohn eines Oberstudienrates auf. Nach dem Abitur im Herbst 1966 am Max-Planck-Gymnasium Dortmund studierte er an der Ruhr-Universität Bochum und war dort SDS- und AStA-Mitglied. Er gründete die Politische Buchhandlung GmbH Bochum, den linken Kollektivbuchladen, in der Overbergstraße nahe der Universität. Nach seinem Umzug nach Frankfurt arbeitete Weinrich beim Verlag Roter Stern. Im Verlag lernte er Wilfried Böse kennen, mit dem zusammen er, immer noch offen im Verlag arbeitend, die Revolutionären Zellen gründete. 1975 tauchten sie unter, gingen in ein Guerilla-Ausbildungslager der palästinensischen PFLP und verlegten den Schwerpunkt ihrer Aktionen von Deutschland-spezifischen auf internationale Anschläge unter der Führung von Wadi Haddad.
In den späten 1970er Jahren schloss sich Weinrich der von Carlos aufgebauten Gruppe an und begann, als bezahlter Terrorist zu arbeiten. Er und Carlos nahmen dabei Geld von verschiedenen Geheimdiensten an, darunter der rumänischen Securitate, und finanzierten damit einen luxuriösen Lebensstil; Muammar al-Gaddafi zahlte eine Million US-Dollar jährlich.

## Tatvorwürfe
Er wird bis heute zahlreicher Anschläge in Frankreich, Griechenland und anderswo verdächtigt, die nur teilweise zur Anklage kamen, darunter:
- der Raketenbeschuss einer Boeing 707 der israelischen Fluggesellschaft El Al auf dem Flughafen Paris-Orly am 13. Januar 1975,
- ein Bombenanschlag auf den Sender Radio Freies Europa in München am 21. Februar 1981,
- ein Bombenanschlag in der Pariser Innenstadt vor dem Gebäude, in dem die Zeitschrift Watan-al-Arabi ihren Sitz hatte (1 Toter) am 22. April 1982,
- ein Anschlag auf den saudi-arabischen Botschafter in Athen am 13. April 1983
- ein Bombenanschlag im Bahnhof Marseille-Saint-Charles (2 Tote) und
- ein Bombenanschlag auf den TGV-Hochgeschwindigkeitszug „Valenciennes“ (3 Tote) am 31. Dezember 1983

## Prozesse
Weinrich wurde am 4. Juni 1995 im Jemen verhaftet und unmittelbar darauf nach Deutschland ausgeflogen. Am 17. Januar 2000 wurde er nach vierjährigem Prozess für einen Anschlag auf das Kulturzentrum Maison de France vom 25. August 1983 mit einem Toten und 23 Verletzten zu lebenslanger Freiheitsstrafe verurteilt, wobei die besondere Schwere der Schuld festgestellt wurde. 25 Kilogramm Sprengstoff hatten die beiden obersten Stockwerke zerstört und ein 26-jähriger linker Demonstrant, der eine Protestresolution gegen Frankreich im Konsulat überreichen wollte, wurde getötet. 23 Menschen wurden verletzt. Der ehemalige Stasi-Oberstleutnant Helmut Voigt, seinerzeit Leiter der Abteilung Terrorabwehr des ostdeutschen Geheimdienstes (MfS), wurde wegen Tatbeteiligung an diesem Anschlag (Beihilfe zum Mord) zu vier Jahren Freiheitsstrafe verurteilt. Der syrische Diplomat Nabil Chretah, damals Mitarbeiter der syrischen Botschaft in Ost-Berlin, wurde wegen Beihilfe zum Mord von der gleichen Schwurgerichtskammer wie Weinrich ebenfalls am 17. Januar 2000 zu einer Freiheitsstrafe von zwei Jahren verurteilt, deren Vollstreckung zur Bewährung ausgesetzt wurde.
Wegen einer Anklage auf sechsfachen Mord im Zusammenhang mit drei Bombenanschlägen 1982 und 1983 in Frankreich musste sich Weinrich ab Frühjahr 2003 vor dem Landgericht Berlin verantworten, bis er im August 2004 aus Mangel an Beweisen freigesprochen wurde. Eine von der französischen Justiz wegen der Anschläge vom Dezember 1983 beantragte Auslieferung wurde im Dezember 2009 vom Berliner Kammergericht als unzulässig abgelehnt. Im ab November 2011 in Paris auch gegen die Mitangeklagten „Carlos“ Illich Ramírez Sánchez, Christa Fröhlich und Ali Kamal al-Issawi geführten Strafprozess wurde Weinrich im Dezember 2011 in Abwesenheit zu einer lebenslangen Freiheitsstrafe verurteilt.